# أركاديوس الموريطني
أركاديوس الموريطاني (بالإنجليزية: Arcadius of Mauretania) (توفي حوالي 302م) يبجل كقديس وشهيد، تقول "الأسطورة" أنه كان مواطنًا بارزًا في القيصرية، ومن الذين اختبؤوا في الريف تجنباً لإجبارهم على عبادة الآلهة الرومانية. مع ذلك، تم القبض عليه واعتقاله، وكذلك تقول الأسطورة أنه عانى من موت مروع.